# 張緬
張 緬（ちょう べん、490年 - 531年）は、南朝梁の官僚・歴史家。字は元長。本貫は范陽郡方城県。

## 経歴
張弘策と劉氏のあいだの子として生まれた。数歳のとき、母方の祖父の劉仲徳に「この児は非常の器であり、張氏の宝となるだろう」と評された。永元2年（500年）、蕭衍が起兵して張弘策が東征に従うと、張緬は襄陽に留まったが、軍の勝敗を聞くたびに一喜一憂した。天監元年（502年）、張弘策が反乱兵に殺害されると、張緬は父を悼んで喪に服したが、その衰弱ぶりは礼の規定を超えていた。喪が明けると、洮陽県侯の爵位を嗣ぎ、国子生として召し出された。
秘書郎を初任とし、淮南郡太守として出向した。武帝（蕭衍）は張緬が年少で事務仕事を真面目にしていないのではないかと疑い、主書を淮南郡に派遣して郡曹の文案を取り寄せたが、その裁決は適切なものであったため、張緬を讃えて褒賞を与えた。張緬は建康に召還されて太子舎人・雲麾外兵参軍に任じられた。張緬は若くして学問に励み、自ら読書を日課として、巻物を手放さず、とくに後漢や晋代の諸家に明るかった。殿中郎に欠員が出て、武帝が徐勉に適切な人材の選抜を求めると、徐勉は張緬を推挙した。ほどなく張緬は武陵郡太守として出向した。後に建康に召還されて太子洗馬とされ、中舎人となった。張緬は郡にあっては俸禄に手をつけず、妻子の衣裳も変えずに清貧に暮らし、建康に帰ると母の劉氏に俸禄を渡して親族に振舞わせた。北中郎諮議参軍や寧遠長史を歴任し、豫章郡内史として出向した。張緬の統治は善政で知られ、故老たちも「数十年これあらざるなり」と評した。
大通元年（527年）、張緬は建康に召還されて司徒左長史に任じられたが、病のために受けなかった。太子中庶子とされ、羽林監を領した。まもなく御史中丞に転じたが、外国の使節と争った罪に連座して、黄門郎に左遷され、御史中丞を兼ねさせた。まもなく再び御史中丞となった。張緬は司直にあって、権門に遠慮しなかったため、「勁直」と号された。武帝は御史の官に当たる者を励ますため、台省で張緬の肖像を画工に描かせた。
中大通3年（531年）、侍中に転じたが、拝受しないうちに死去した。享年は42。貞威将軍の位を追贈された。
張緬は古典籍を愛して、1万巻あまりの書を蒐集していた。後漢や晋代を扱った歴史書の異同を集めて、『後漢紀』40巻や『晋抄』30巻を編纂した。また『江左集』を編纂しようとしたが、完成しないまま終わった。ほか文集5巻があった。
子の張傅が後を嗣いだ。

## 伝記資料
- 『梁書』巻34 列伝第28
- 『南史』巻56 列伝第46